# Verrucaria glaucovirens
Verrucaria glaucovirens är en lavart som beskrevs av Vitus Johannes Grummann. 
Verrucaria glaucovirens ingår i släktet Verrucaria och familjen Verrucariaceae. Arten är reproducerande i Sverige.